# Сафонов, Олег Александрович
Олег Александрович Сафонов (род. 24 августа 1960, Ульяновск, Ульяновская область, РСФСР, СССР) — советский и российский деятель органов государственной безопасности, органов внутренних дел и государственный деятель. Аудитор Счётной палаты Российской Федерации с 18 марта 2005 по 7 марта 2007. Заместитель министра внутренних дел Российской Федерации с 14 ноября 2006 по 29 октября 2007. Полномочный представитель президента Российской Федерации в Дальневосточном федеральном округе с 29 октября 2007 по 30 апреля 2009. Статс-секретарь — заместитель директора Федеральной службы Российской Федерации по контролю за оборотом наркотиков с 12 июня 2009 по 2016. Генерал-полковник милиции (2006/2007). Генерал-полковник полиции (2014). Кандидат юридических наук.

## Биография
Родился 24 августа 1960 в Ульяновске.
В 1982 окончил Московское высшее пограничное командное училище КГБ СССР имени Моссовета.
С 1982 по 1991 — служба в органах государственной безопасности (оперативные подразделения пограничных войск КГБ СССР).
В 1989 окончил Краснознамённый институт КГБ СССР имени Ю. В. Андропова.
С 1991—1994 — главный специалист Комитета по внешним связям мэрии Санкт-Петербурга.
С 1994 по 2000 — координатор программ Международного фонда «Культурная инициатива»
С 2000 по 2002 — советник губернатора Ленинградской области.
С 2002 по 2003 — начальник Управления кадров Государственного комитета Российской Федерации по рыболовству.
В 2003 окончил Северо-Западную академию государственной службы.
С 2003 по 2005 — помощник, заместитель полномочного представителя Президента Российской Федерации в Южном федеральном округе.
С 18 марта 2005 по 7 марта 2007 — аудитор Счётной палаты Российской Федерации.
С 14 ноября 2006 по 29 октября 2007 — заместитель министра внутренних дел Российской Федерации.
С 29 октября 2007 по 30 апреля 2009 — Полномочный представитель президента Российской Федерации в Дальневосточном федеральном округе.
С 12 июня 2009 по 2016 — статс-секретарь — заместитель директора Федеральной службы Российской Федерации по контролю за оборотом наркотиков.
Также являлся членом Совета безопасности Российской Федерации и членом Совета при Президенте Российской Федерации по реализации приоритетных национальных проектов и демографической политике.

## Семья
Женат, есть дочь.

## Чины и звания
- Генерал-полковник милиции (2006/2007)
- Действительный государственный советник Российской Федерации 1-го класса (17 марта 2008)
- Генерал-лейтенант полиции (2 февраля 2013)
- Генерал-полковник полиции (21 февраля 2014)[7][8]